# Dejan Ivanov
Dejan Toškov Ivanov, en búlgaro:Деян Тошков Иванов (nacido el 18 de marzo de 1986 en Varna, Bulgaria) es un jugador de baloncesto búlgaro que juega en el BC Levski Sofia de la NBL búlgara. Con 2.05 de estatura, su puesto natural en la cancha es el de pívot. Es el hermano gemelo del también profesional Kaloyan Ivanov.

## Trayectoria
- BK Levski Sofia (2003-2004)
- Avtodor Saratov (2004-2005)
- Cherno More Varna (2005-2006)
- CB Sevilla (2006)
- Menorca Bàsquet (2006-2007)
- KK Split (2007-2008)
- KK Zadar (2008-2009)
- Sutor Montegranaro (2009-2012)
- Lietuvos Rytas (2012-2013)
- Pallacanestro Varese (2013)
- Estudiantes (2013-2014)
- New Basket Brindisi (2014)
- Juvecaserta Basket (2014-2015)
- Auxilium Pallacanestro Torino (2015)
- Yeşilgiresun Belediyespor Kulübü (2015)
- Bucaneros de La Guaira (2016)
- Royal Hali Gaziantep (2016)
- Yeşilgiresun Belediye (2016-2018)
- Pistoia Basket 2000 (2018)
- BC Levski Sofia (2018- )